# Donald Duck : Qui est PK ?
Donald Duck : Qui est PK ? (ou titre anglais : Disney's PK: Out of the Shadows) est un jeu vidéo de plate-forme, développé et édité par Ubisoft, sorti sur PlayStation 2 en 2002.
Dans ce jeu Donald Duck incarne Powerduck, nommé Paperinik en Italie, pays où ce personnage a été créé, nom s'abrégeant PK.

## Doublage
- Sylvain Caruso : Donald
- Gérard Surugue : PK
- Bernard Alane : l'Ordinateur-1
- Sybille Tureau : Daisy
- Martine Regnier : Riri, Fifi et Loulou